# 環境センター
環境センター（かんきょうセンター）は、日本において浄水場や下水処理場・清掃工場・焼却炉・リサイクル施設などを複合的にもつ施設の名称である。環境管理センターやクリーンセンターなどとも呼ばれる。
自治体の中には浄水場や清掃工場など複数の施設を近隣の場所に設置している所があり、この場合はこれらの施設群を総称して環境センターと呼んでいる。この場合、清掃工場の廃熱を利用した植物園や温水プールなどの付属施設も環境センターの含有施設となる。
またコンビナートや大学のキャンパスのように広大な土地に大規模な建造物群や施設をもつ場所では、施設内で発生する排水や廃棄物・エネルギーなどを処理するために独自の環境センターを持ち、施設内における環境保持につとめている場合が多い。